# トリパノソーマデータベース
トリパノソーマデータベース (Trypanosomes Database)は、文部科学省ターゲットタンパク研究プログラム(TPRP)により提供されているトリパノソーマ関連タンパク質のデータベースである。

## 概要
トリパノソーマ症に関連するタンパク質の情報を収録しており、データベースに対してキーワード検索や生物種、機能毎のカテゴリでの閲覧を行うことが可能である。
また、トリパノソーマに関連する最新論文を閲覧する機能や、トリパノソーマ関連タンパク質の阻害剤情報を検索できる機能も提供している。